# 福吉貴文
福吉 貴文（ふくよし たかふみ、 1994年〈平成6年〉12月12日 - ）は、株式会社ウェザーニューズ所属の気象キャスター、元テレビ愛媛のアナウンサー。
愛媛県松山市出身。

## 来歴・人物
高校時代は放送部に所属していた。
同志社大学社会学部社会学科卒業。
同志社学生放送局に在籍中、KBS京都や京都コミュニティ放送でリポーターとして活動していた。
2015年12月5日に行われた「第32回NHK全国大学放送コンテスト」のアナウンス部門で優勝。この功績が称えられ、2016年度同志社大学育英賞を受賞している。
2017年4月にテレビ愛媛に入社。  
2019年8月9日公開の映画『ONE PIECE STAMPEDE』で、海賊万博に集結した海賊一味の声をフジテレビ系列のアナウンサー代表として出演した。
『女性セブン2019年8月22・29日号』に“地方局イケメンアナ”として掲載され、愛媛県の銘菓を紹介している。
2019年3月まで『ふるさと絶賛バラエティいーよ！』（土曜昼12:00～）で、ひめキュンフルーツ缶やトライシグナルメンバーとのコーナーや中継、2021年3月まで『ほーなん』（日曜朝9:00～）にコーナー（｢福吉印」など）のMC、2022年9月2日まで『EBC Live News』（月－金曜 15:45－19:00）の木・金曜のニュースキャスターとして出演。
2022年9月末にテレビ愛媛を退社。
同年10月に、ウェザーニューズに入社。普段は『ウェザーニュースLiVE』の制作スタッフとして勤務しているが、元アナウンサーの経歴を生かして、公式YouTubeに投稿されたオンデマンド動画で進行役を務めたり、ナレーションを行っている。
2024年1月1日に、田無神社からの生中継を担当した（ウェザーロイドの時間 #ポン子生放送で出演）。
2024年5月25日には、津波に関する特別解説で、山口剛央予報士と初共演。
2024年7月8日に、西日本豪雨の特番で、駒木結衣キャスターとスタジオ初登場。また、同月中よりキャスターの肩書きで出演する機会が見られるようになる。
2024年8月7日のウェザーニュースLiVE・アフタヌーンで、単独では初めての番組進行を担当。
2024年10月20日のウェザーニュース 劇場ライブビューイングで、パネラーとしてお天気クイズに回答し、全問正解した。
2024年11月11日にはウェザーニュースLiVE・ムーンを初担当。
この日は「ファンミーティング2024」が開催されており、本来のムーン担当キャスターであった駒木結衣が会場からスタジオへ戻るまでの間、代役として出演した。
以前の番組出演時とは異なり、クロストークから出演開始し、キャスターと同じ席に着席、天気動画の収録もこなすなど本職のキャスターと同様の進行を行った。
戸北美月は同志社大学の後輩にあたる。
2025年1月10日にウェザーニュースLiVE・モーニングを初担当、BSフジ、BSよしもとの各社の番組でも流れた。
2025年1月28日にウェザーニュースLiVE・サンシャインを初担当、これによりモーニングからムーンに至るウェザーニュースLiVE全番組出演を達成した。
2025年2月よりウェザーニュースLiVE公式ホームページのキャスター一覧とプロフィールに追加され、正式にキャスター扱いとなるが、並行してスタッフ業務や研修業務も行っている。

## 出演
- ウェザーニュースLiVE・減災防災LiVE（各番組中に挿入開催・不定期） - 2024年7月8日-
- ウェザーニュースLiVE・アフタヌーン - 2024年8月7日-
- ウェザーニュースLiVE・イブニング - 2024年8月7日-
- ウェザーニュースLiVE・ムーン - 2024年11月11日-
- ウェザーニュースLiVE・コーヒータイム - 2024年12月18日-
- ウェザーニュースLiVE・モーニング - 2025年1月10日-
- ウェザーニュースLiVE・サンシャイン - 2025年1月28日-